# トミー・リピューマ
トミー・リピューマ（Tommy LiPuma、1936年7月5日 - 2017年3月13日）は、アメリカ合衆国の音楽プロデューサー、ヴァーヴ・ミュージック・グループ会長。オハイオ州クリーブランド出身。1968年にボブ・クラズノーが設立したブルー・サム・レコードに、リピューマとドン・グレアムも加わった。
マイルス・デイヴィスやポール・マッカートニー、イエロージャケッツ、ジョージ・ベンソン、ダイアナ・クラール等、数多のアーティストをプロデュースしており、幾度もグラミー賞を勝ち取ったりノミネートしている。特に有名なアルバムにジョージ・ベンソンの『ブリージン』があげられる。

## キャリア

### リバティ/インペリアル、A&M時代
1回目にA&Mに所属した際には、ハーブ・アルパートはリピューマにサンドパイパーズを任せた。リピューマは、サンドパイパーズの「グァンタナメラ」をヒットさせた。

### ブルー・サム時代
ブルー・サム・レコード時代は、フィル・アップチャーチ、ベン・シドランらを手掛けた。フィル・アップチャーチはリピューマについて、「彼は音楽業界でも最高の耳を持っており、それを何度も何度も証明した」と称えている。

### タイム・ワーナー時代
ワーナー・レコード時代はジョージ・ベンソンのアルバム『ブリージン』を制作し、ヒットさせた。

### A&M時代
A&Mレコードへ2回目に所属していた頃は、自己レーベル、ホライズン・レコードを創設し、ニール・ラーセン、シーウィンド等がこのレーベルからリリースされている。1978年にA&Mが日本のアルファレコードと提携した際に来日した時に、デビューして間もないイエロー・マジック・オーケストラ（YMO）を世界へ紹介することとなった。

### ワーナー・エレクトラ時代
1990年、ワーナーのジャズ部門のシニア・ヴァイス・プレジデントに、リピューマが就任。ナタリー・コール、アニタ・ベイカーを手掛ける。

### GRP時代
1994年にGRPレコードの創設者デイヴ・グルーシンとラリー・ローゼンが離れ、リピューマが替わって就任。GRPでホライズン・レコード、インパルス!レコードを復興させた。